# Chaetonotus crinitus
Chaetonotus crinitus är en djurart som tillhör fylumet bukhårsdjur, och som beskrevs av Fusa Sudzuki H. 1971. Chaetonotus crinitus ingår i släktet Chaetonotus och familjen Chaetonotidae. Inga underarter finns listade i Catalogue of Life.